# Lotus Challenge: City Racing
Lotus Challenge: City Racing es un videojuego de carreras desarrollado por Kuju Entertainment y publicado por Kuju Wireless Publishing para teléfonos móviles con J2ME.

## Jugabilidad
El juego se juega desde una vista en tercera persona y hay tres autos Lotus diferentes para competir: Elise (mk I), Elan y Elise 111S (mk III). Hay diez pistas para competir en tres lugares diferentes: Nueva York, París y Tokio. Al comenzar, solo están disponibles el Elise y dos pistas (una en Nueva York y otra en París). Al ganar carreras (que siempre se juegan contra tres pilotos de IA), se desbloquean nuevas pistas y autos.